# Feldkögele
De Feldkögele is een 2018 meter hoge bergtop in de Ötztaler Alpen in de Oostenrijkse deelstaat Tirol.
De berg is een van de laagste bergtoppen in de Weißkam, een subgroep van de Ötztaler Alpen. De berg ligt in het Venter Tal, net naast de Venter Straße (L240), precies tegenover de uitmonding van de Latschbach (afkomstig van de gletsjer Latschferner) in de Venter Ache. Hoog boven de Feldkögele torenen de toppen van de Weißer Kogel (3407 meter) en de Weißkarkogel (2996 meter) uit.,